# Трудовое (Ташлинский район)
Трудовое — село в Ташлинском районе Оренбургской области, административный центр Трудового сельсовета.

## География
Располагается в 7 км к югу от районного центра села Ташла. В Трудовом находится озеро Никишино (старица реки Иртек).

## История
С 1817 года по 1924 год село значилось поселком Акутинский. В советское время действовали колхозы «Красный Урал», «Новый путь» и им. Свердлова.

## Население
| 2010 |
| ---- |
| 872  |

Постоянное население составляло 836 человека в 2002 году (русские 80 %).

## Инфраструктура
В селе имеется дом культуры, школа, детский сад, памятник погибшим в году Великой Отечественной войны.